# Gerhard Noodt
Gerhard Noodt  (1647-1725) est un  spécialiste du droit public hollandais de la fin du XVIIe et du début du XVIIIe siècle.

## Biographie
Né à Nimègue, Gerhard Noodt professa le droit à l'université de sa ville natale, puis celles de Franeker, Utrecht, et Leyde. 

## Œuvres
Ses principaux ouvrages sont : 
- Probabilium juris libri III, 1674-79 ;
- De jure summi imperii et lege regia, 1699 (traduit par Barbeyrac, 1706) ;
- De religione ab imperio jure gentium libera, 1706.

Une édition complète de ses Œuvres a paru à Leyde en 1735 : elle a été condamnée à Rome en 1737.

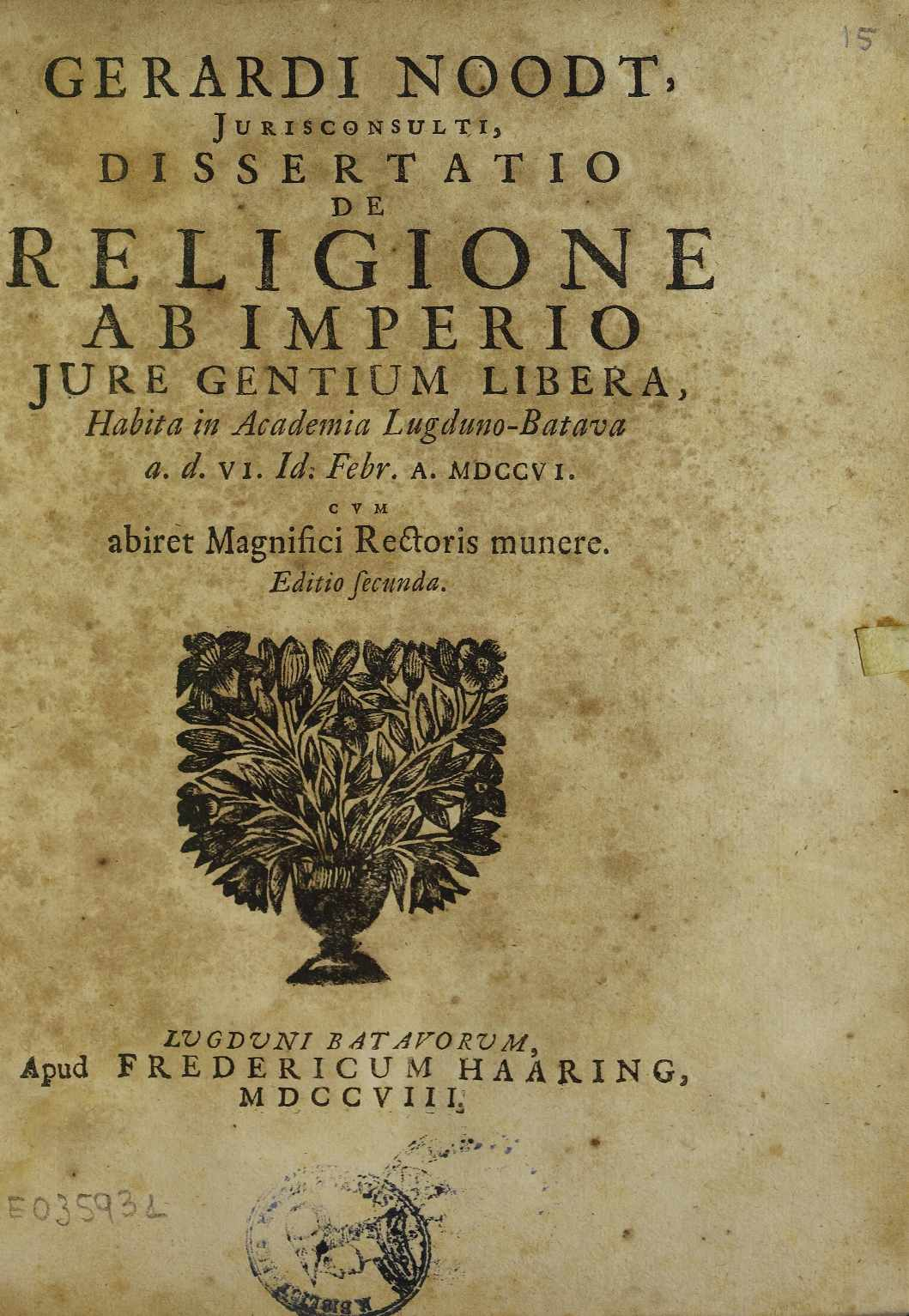
De religione ab imperio jure gentium libera, 1708

## Sources
- Marie-Nicolas Bouillet  et Alexis Chassang (dir.), « Gérard Noodt » dans Dictionnaire universel d’histoire et de géographie, 1878 (lire sur Wikisource)